# Primera División de Montenegro 2015-16
La Primera División de Montenegro 2015-16 fue la edición número 10 de la Primera División de Montenegro. La temporada comenzó el 8 de agosto de 2015 y terminó el 26 de mayo de 2016.

## Sistema de competición
Los 12 equipos participantes jugaron entre sí todos contra todos tres veces totalizando 33 partidos cada uno, al término de la jornada 33 el primer clasificado obtuvo un cupo para la segunda ronda de la Liga de Campeones 2016-17, mientras que el segundo y tercer clasificado obtuvieron un cupo para la primera ronda de la Liga Europa 2016-17; por otro lado los tres últimos clasificados descendieron a la Segunda División de Montenegro 2017-18, mientras que los dos penúltimos jugaron los Play-offs de relegación contra el cuarto y quinto de la Segunda División de Montenegro 2015-16 para determinar su participación en la Primera División de Montenegro 2016-17.
Un tercer cupo para la primera ronda de la Liga Europa 2016-17 fue asignado al campeón de la Copa de Montenegro.

## Equipos participantes
| Equipo    | Ciudad      | Estadio                 | Capacidad |
| --------- | ----------- | ----------------------- | --------- |
| Bokelj    | Kotor       | Stadion pod Vrmcem      | 5.000     |
| Budućnost | Podgorica   | Stadion pod Goricom     | 15.230    |
| Dečić     | Tuzi        | Tuško polje             | 3.000     |
| Grbalj    | Radanovići  | Donja Sutvara           | 1.500     |
| Iskra     | Danilovgrad | Braće Velašević         | 2.500     |
| Lovćen    | Cetiña      | Stadion Obilića Poljana | 2.000     |
| Mladost   | Podgorica   | FK Mladost              | 2.000     |
| Petrovac  | Petrovac    | Stadion pod Malim brdom | 1.630     |
| Rudar     | Pljevlja    | Stadion pod Golubinjom  | 5.140     |
| Sutjeska  | Nikšić      | Stadion kraj Bistrice   | 5.214     |
| Zeta      | Golubovci   | Stadion Trešnjica       | 4.000     |

### Ascensos y descensos
| Pos. | Ascendidos de Segunda División 2014-15 |
| ---- | -------------------------------------- |
| 1    | Iskra                                  |
| 2    | Dečić                                  |

| Pos. | Descendidos de Primera División 2014-15 |
| ---- | --------------------------------------- |
| 11   | Mogren                                  |
| 12   | Berane                                  |

## Tabla de posiciones
| Pos. | Equipo       | Pts. | PJ | G  | E  | P  | GF | GC | Dif. | Clasificación 2016-17                  |
| ---- | ------------ | ---- | -- | -- | -- | -- | -- | -- | ---- | -------------------------------------- |
| 1    | Mladost (C)  | 67   | 33 | 21 | 4  | 8  | 53 | 28 | +25  | Segunda ronda de la Liga de Campeones  |
| 2    | Budućnost    | 63   | 33 | 19 | 6  | 8  | 48 | 21 | +27  | Primera ronda de la Liga Europa        |
| 3    | Rudar        | 58   | 33 | 16 | 10 | 7  | 39 | 26 | +13  | Primera ronda de la Liga Europa        |
| 4    | Bokelj       | 56   | 33 | 17 | 5  | 11 | 43 | 28 | +15  | Primera ronda de la Liga Europa        |
| 5    | Sutjeska     | 54   | 33 | 15 | 9  | 9  | 46 | 31 | +15  |                                        |
| 6    | Dečić        | 39   | 33 | 11 | 6  | 16 | 38 | 49 | −11  |                                        |
| 7    | Grbalj       | 38   | 33 | 11 | 5  | 17 | 38 | 49 | −11  |                                        |
| 8    | Zeta         | 38   | 33 | 10 | 8  | 15 | 37 | 42 | −5   |                                        |
| 9    | Lovćen       | 36   | 33 | 9  | 9  | 15 | 32 | 42 | −10  |                                        |
| 10   | Iskra (O)    | 34   | 33 | 7  | 13 | 13 | 29 | 51 | −22  | Promoción por la permanencia           |
| 11   | Petrovac (O) | 33   | 33 | 8  | 9  | 16 | 33 | 51 | −18  | Promoción por la permanencia           |
| 12   | Mornar       | 33   | 33 | 9  | 6  | 18 | 30 | 48 | −18  | Descenso a la Segunda División 2016-17 |

Actualizado a los partidos jugados el 26 de mayo de 2016.
 Fuente: Soccerway
Notas:
1. ↑  Tras ganar la Copa de Montenegro 2015-16, el Rudar obtuvo un cupo para la Primera ronda de la Liga Europa 2016-17, pero al encontrarse clasificado para la misma por su posición de liga, el cupo paso al cuarto clasificado.

## Tabla de resultados cruzados
| Local \ Visitante | BOK | BUD | DEČ | GRB | ISK | LOV | MLA | MOR | PET | RUD | SUT | ZET |
| ----------------- | --- | --- | --- | --- | --- | --- | --- | --- | --- | --- | --- | --- |
| Bokelj            | —   | 0–1 | 4–1 | 3–0 | 1–2 | 1–0 | 0–1 | 2–0 | 2–1 | 1–1 | 3–1 | 1–1 |
| Budućnost         | 0–0 | —   | 2–0 | 3–0 | 1–0 | 0–0 | 1–3 | 3–0 | 1–2 | 2–1 | 0–0 | 0–1 |
| Dečić             | 0–1 | 1–2 | —   | 3–1 | 1–1 | 3–2 | 2–2 | 1–0 | 3–1 | 0–2 | 1–0 | 3–1 |
| Grbalj            | 1–1 | 0–2 | 2–1 | —   | 1–2 | 0–0 | 1–0 | 2–1 | 4–1 | 0–1 | 1–1 | 4–1 |
| Iskra             | 0–0 | 0–4 | 1–2 | 0–2 | —   | 0–0 | 2–3 | 2–0 | 0–0 | 0–0 | 0–4 | 1–0 |
| Lovćen            | 1–2 | 2–2 | 0–0 | 3–1 | 4–1 | —   | 1–2 | 3–1 | 1–0 | 1–1 | 0–0 | 1–2 |
| Mladost           | 1–0 | 2–0 | 4–0 | 3–1 | 5–0 | 2–0 | —   | 2–1 | 1–2 | 1–0 | 4–3 | 2–0 |
| Mornar            | 0–1 | 1–0 | 2–2 | 1–0 | 0–0 | 0–1 | 2–0 | —   | 1–1 | 1–2 | 1–3 | 1–5 |
| Petrovac          | 0–3 | 0–2 | 1–0 | 0–1 | 2–4 | 2–1 | 1–2 | 2–1 | —   | 2–0 | 0–4 | 5–3 |
| Rudar             | 1–0 | 1–0 | 2–0 | 2–1 | 2–2 | 1–1 | 0–0 | 2–2 | 3–2 | —   | 4–1 | 1–0 |
| Sutjeska          | 1–0 | 0–0 | 0–2 | 2–0 | 3–0 | 2–0 | 0–1 | 4–1 | 0–0 | 0–2 | —   | 1–1 |
| Zeta              | 1–0 | 0–0 | 1–1 | 1–2 | 0–2 | 0–2 | 1–0 | 1–2 | 2–0 | 2–0 | 0–1 | —   |

| Local \ Visitante | BOK | BUD | DEČ | GRB | ISK | LOV | MLA | MOR | PET | RUD | SUT | ZET |
| ----------------- | --- | --- | --- | --- | --- | --- | --- | --- | --- | --- | --- | --- |
| Bokelj            | —   | —   | —   | 3–0 | 0–1 | —   | —   | 2–0 | 2–1 | 1–0 | 0–2 | —   |
| Budućnost         | 4–2 | —   | 2–0 | —   | —   | 4–0 | 1–2 | 1–0 | —   | —   | —   | 1–0 |
| Dečić             | 1–2 | —   | —   | 3–1 | 2–1 | —   | —   | 2–0 | 1–2 | 0–1 | —   | —   |
| Grbalj            | —   | 0–1 | —   | —   | —   | 2–0 | 2–0 | —   | —   | —   | 1–2 | 1–2 |
| Iskra             | —   | 1–3 | —   | 1–3 | —   | —   | 0–0 | —   | —   | —   | 1–1 | 1–1 |
| Lovćen            | 1–2 | —   | 2–1 | —   | 2–2 | —   | —   | —   | 1–0 | 0–1 | —   | —   |
| Mladost           | 1–0 | —   | 2–0 | —   | —   | 1–0 | —   | 0–1 | —   | 2–3 | —   | 2–0 |
| Mornar            | —   | —   | —   | 3–1 | 3–0 | 0–1 | —   | —   | 0–0 | —   | —   | 2–2 |
| Petrovac          | —   | 0–1 | —   | 1–1 | 1–1 | —   | 1–1 | —   | —   | —   | 0–2 | —   |
| Rudar             | —   | 2–0 | —   | 1–1 | 0–0 | —   | —   | 0–1 | 1–1 | —   | 0–1 | —   |
| Sutjeska          | —   | 0–4 | 1–1 | —   | —   | 4–1 | 2–1 | 0–1 | —   | —   | —   | 0–0 |
| Zeta              | 2–3 | —   | 3–0 | —   | —   | 2–0 | —   | —   | 1–1 | 0–1 | —   | —   |

## Play-offs de relegación
Fue jugado entre el décimo y undécimo clasificado de la liga contra el subcampeón y tercero de la Segunda División de Montenegro.
| Equipo 1 | Agr. | Equipo 2 | Ida | Vuelta |
| -------- | ---- | -------- | --- | ------ |
| Bratstvo | 2–8  | Iskra    | 2–2 | 0–6    |
| Cetinje  | 0–1  | Petrovac | 0–0 | 0–1    |

## Goleadores
| Pos. | Jugador           | Club                | Goles |
| ---- | ----------------- | ------------------- | ----- |
| 1    | Marko Šćepanović  | Mladost             | 19    |
| 2    | Darko Bjedov      | Zeta                | 18    |
| 3    | Dejan Zarubica    | Sutjeska            | 16    |
| 4    | Boris Kopitović   | Mladost             | 13    |
| 5    | Šaleta Kordić     | Sutjeska            | 11    |
| 6    | Darko Nikač       | Budućnost Podgorica | 10    |
| 7    | Petar Vukčević    | Grbalj              | 9     |
| 7    | Pjeter Ljuljđuraj | Dečić               | 9     |